# Meghan, Ducesă de Sussex
Meghan, Ducesă de Sussex (n. 4 august 1981, Canoga Park, Los Angeles, California, SUA) este o fostă actriță și umanitaristă americană, care a devenit membră a familiei Regale Britanice și Ducesă de Sussex ca urmare a căsătoriei cu Prințul Harry în mai 2018.
Markle s-a născut și a crescut în Los Angeles, California. După ce a absolvit Northwestern University cu o diplomă în teatru și studii internaționale în 2003, ea a jucat roluri mici în mai multe seriale de televiziune din Statelor Unite. Din 2011 până în 2017, a jucat-o pe Rachel Zane în serialul Suits timp de șapte sezoane. Markle a mai jucat și în Amintește-ți de Mine și Horrible Bosses. În 2017, s-a logodit cu Prințul Harry, al șaselea în linia de succesiune la tronul Britanic, și-a anunțat retragerea din actorie și intenția de a continua munca umanitară.
În data de 19 mai 2018, Meghan Markle s-a căsătorit cu Prințul Harry. Ceremonia a avut loc în Capela St. George din Windsor.
La data de 6 mai 2019, s-a născut Archie Mountbatten-Windsor, fiul lui Meghan Markle și Prințului Harry.
În 2020, cuplul și-a anunțat intenția de a se retrage din rolurile superioare din familia Regală, pentru a deveni independenți din punct de vedere financiar și de a-și împărți timpul între Regatul Unit și America de Nord.

## Viața timpurie și educație
Rachel Meghan Markle s-a născut pe 4 august 1981, în Los Angeles, California, Statele Unite. Mama ei, Doria Carlos Ragland, asistentă socială și instructoare de yoga, locuiește în View Park–Windsor Hills, California, tatăl ei, Thomas Markle Sr., care locuiește în Mexic, este câștigător al unui Premiu Emmy director de lumini, a cărui profesie a dus la vizitele dese ale fiicei lui pe platoul de filmare a serialului "Familia Bundy". Deși Markle a urmat un liceu catolic, ea se declară a fi  protestant. Părinții ei au divorțat în 1987, pe când Markle avea șase ani. Are doi frați din partea tatălui, Thomas Markle Jr. și Samantha Grant.
Descriindu-și strămoșii, Markle a spus: „tatăl meu este caucazian și mama mea este afro-americană. Eu sunt pe jumătate negru și jumătate alb. ... Am ajuns să îmbrățișeze [acest și] spune cine sunt, pentru a împărtăși de unde sunt, să-mi exprim mândria de a fi puternică, încrezătoare, o femeie de rasa-mixtă.” Mama ei este descendentă din sclavi africani din Georgia, iar tatăl ei are rădăcini olandeze, engleze, coloniști irlandezi. Printre strămoșii tatălui ei se află Sir Philip Wentworth și Maria Clifford, un descendent al Regelui Edward al III-lea al Angliei, și Căpitanul Christopher Hussey.
Markle a crescut în Hollywood.de la vârsta de cinci ani, a fost educată la școli private, începând de la Hollywood Little Red Schoolhouse. Markle a urmat mai târziu la Heart High School, o școală catolică privată de fete din Los Angeles. La vârsta de 11 ani, a susținut o campanie de succes pentru a face o companie să schimbe reclama difuzată de televiziune, pe care a privit-o ca find sexistă fost profilată de Linda Ellerbee pe Nick News. Markle a absolvit în 2003 la Universitatea Northwestern, în apropiere de Chicago, unde a obținut o diplomă de licență cu dublă specializare în teatru și studii internaționale. Vorbind în revista Vogue în 2013, Markle a spus revistei cum la vârsta de 20 de ani, și ne având suficiente credite pentru a finaliza primul an de facultate, ea a aplicat cu succes pentru un stagiu la ambasada SUA din Buenos Aires, Argentina.

## Cariera

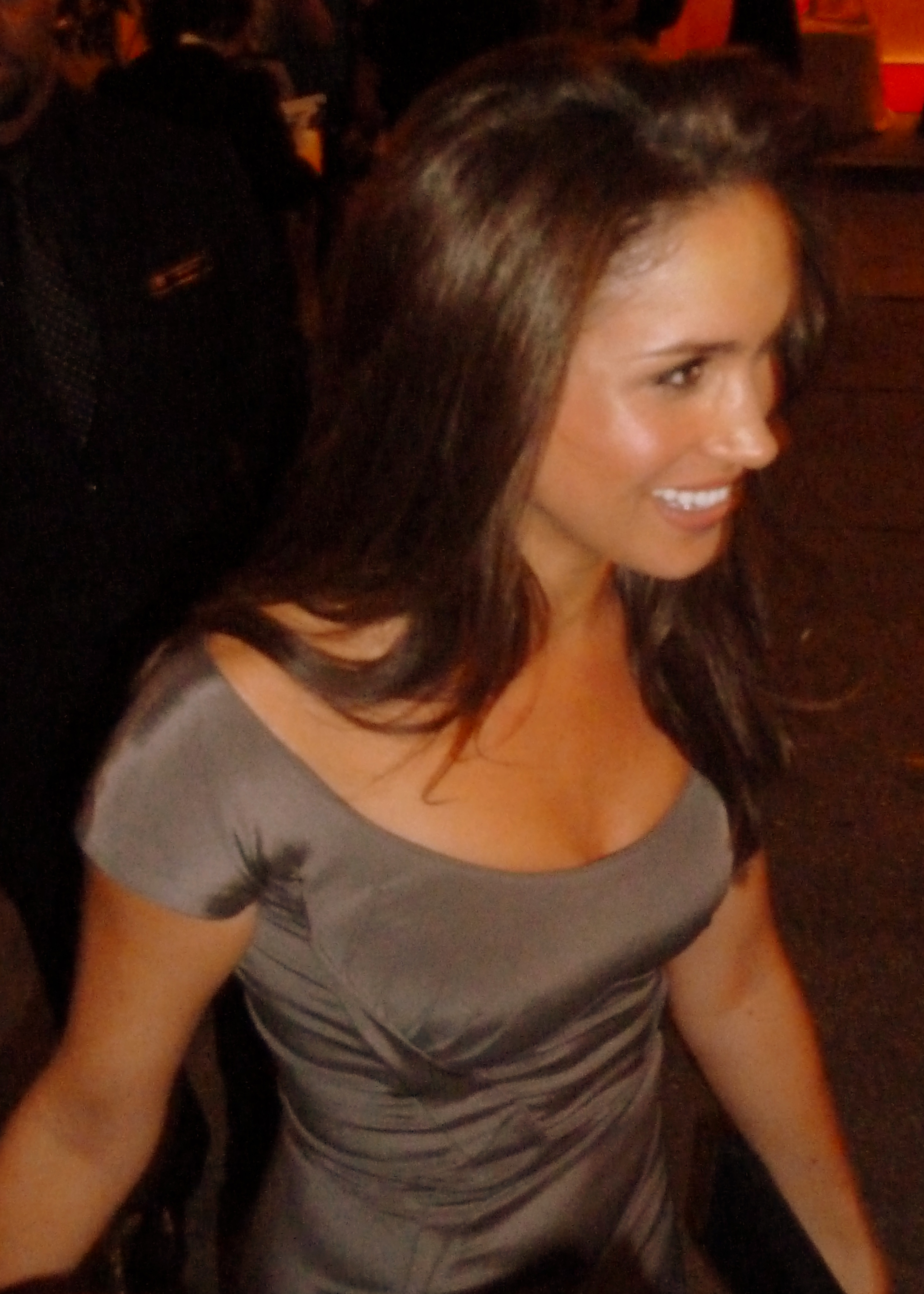
Meghan în 2012 la Festivalul Internațional de Film din Toronto.

Meghan a lucrat pe post de caligraf freelancer pentru a se întreține la începuturile carieriei sale de actorie. Prima ei apariție pe ecran a fost în fundal unui episod din telenovela Spitalul General. La începutul carierei sale, Markle a avut mici roluri în spectacole de televiziune Century City (2004), Războiul De Acasă (2006) și CSI: NY (2006). Ea a luat, de asemenea, mai multe contracte de actorie și modeling, care a inclus un stagiu ca „fata cu servieta” pentru spectacol de joc, Deal or No Deal. Ea a apărut în serialul al companiei Fox, Fringe ca Agent Junior Amy Jessup în primele două episoade din al doilea sezon. Markle a avut unele dificultăți în obținerea rolurilor la începutul carierei. În 2015, ea a scris: „nu am fost suficient de neagră pentru roluri de negri și nu am fost suficient de albă pentru cele albe, lăsându-mă undeva la mijloc ca etnică cameleon care nu a putut obține un loc de muncă.”
Din luna iulie 2011, Markle a jucat rolul lui Rachel Zane pe USA Network în serialul Costume, care este filmat in Toronto, Ontario. Personajul a început ca un paralegal și în cele din urmă a devenit un avocat. Ea a finalizat filmările pentru cel de-al șaptelea sezon la sfârșitul anului 2017. Markle a apărut în două filme în 2010, Duceți-L la grec și Amintește-ți de Mine și un film în 2011, Sefi de cosmar. De asemenea, ea a apărut în episoade în serialele Cuts, Dragoste, Inc., 90210, Knight Rider, Fără nici o Urmă, Liga, și Castelul.
Din 2014 până în 2017, Markle a fost fondator și redactor-șef al site stil de viață Tig. În noiembrie 2016, Markle și compania canadiană de îmbrăcăminte Reitmans au lansat o linie de moda pentru haine de lucru pentru femei.
În timpul unui interviu pentru BBC, Markle a spus că ea nu va reveni la Costume și că, după ce ea se căsătorește, ea ar tranziție din munca ei ca un actor.

## Viața personală
Markle a început o relație cu actorul și producătorul Trevor Engelson în 2004, cu care s-a căsătorit în 2011 s-au căsătorit în Ocho Rios, Jamaica, la 10 septembrie 2011, și au divorțat în august 2013.
Din iunie 2016, Meghan se află într-o relație cu Prințul Harry, care este al șaselea în linie la tronul Britanic. Prințul Harry și Meghan Markle s-au întâlnit prin intermediul unui prieten comun. presa a început să raporteze relația în octombrie 2016. Pe 8 noiembrie 2016, secretariatul de comunicații al familiei regale a Marii Britanii a lansat o declarație oficială, în care a abordat "val de abuz și hărțuire" îndreptate spre Meghan. În declarație s-a vorbit despre sexismul, rasismul și defăimătoare povești îndreptate la adresa lui Markle, incluzând o nespecificată "pată pe prima pagină a unui ziar național". A cerut presei să „oprească și să reflecteze” înainte de a publica astfel de povești.
În timpul unui interviu acordat revistei Vanity Fair în septembrie 2017, Markle a vorbit în public pentru prima dată despre relația ei cu Prințul Harry, spunând: „Suntem doi oameni care sunt cu adevărat fericiți și îndrăgostiți. Ne-am întâlnit în mare liniște, aproximativ șase luni înainte de a deveni o știre, și am lucrat în tot acel timp, iar singurul lucru care s-a schimbat a fost percepția oamenilor.” Mai târziu în acea lună, au făcut prima lor apariție publică împreună la Invictus Games în Toronto.
Markle a locuit într-o casă închiriată la 10 Yarmouth Drum  în cartierul Seaton Village din Toronto pe vremea când era actriță în serialul Costume, ce a fost filmat în acel oraș. S-a mutat la sfârșitul lunii noiembrie 2017 după ce s-au finalizat filmările pentru cel de-al șaptelea sezon.

## Munca umanitară

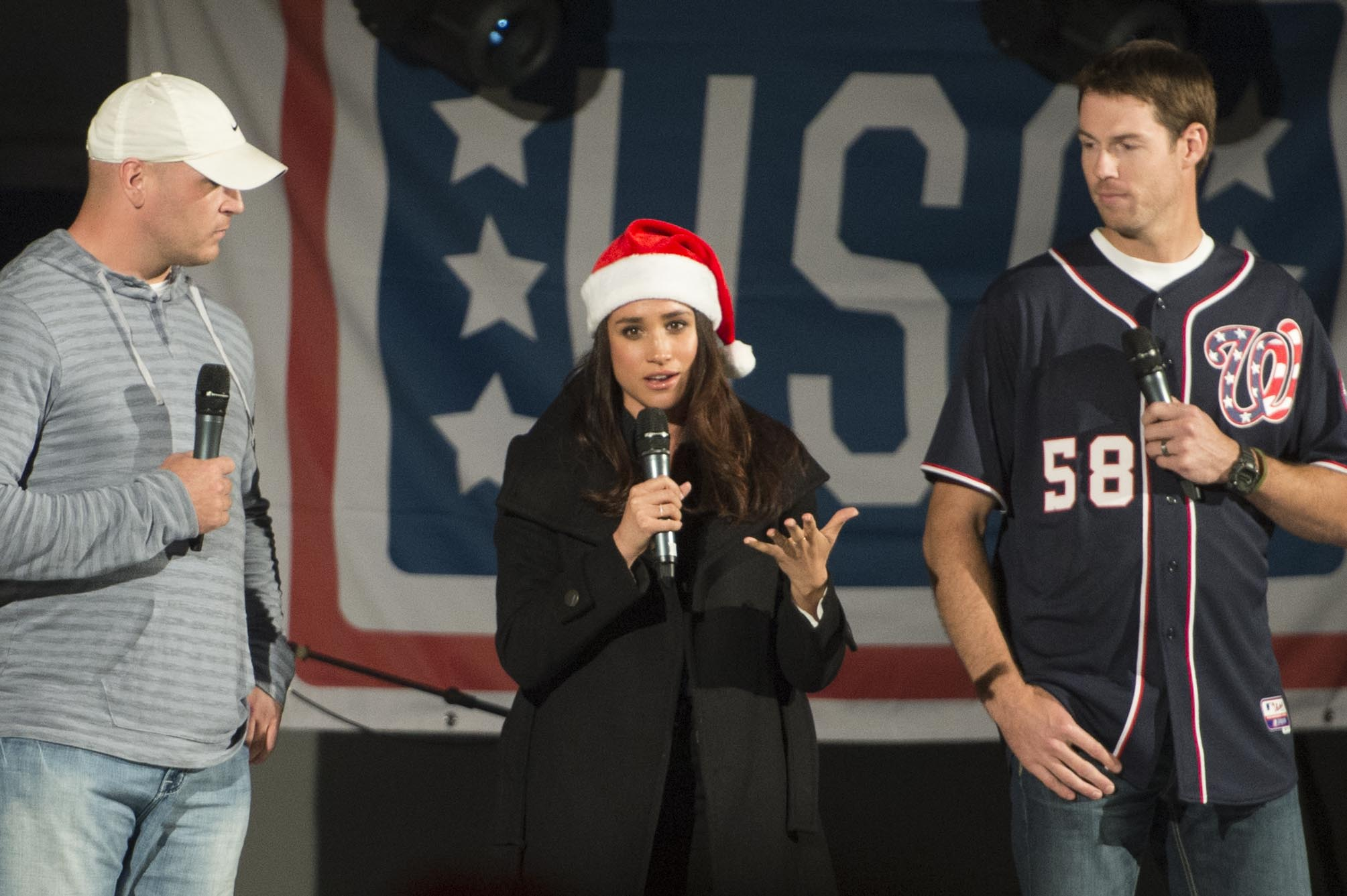
Markle cu sportivii Brian Urlacher și Doug Fister, adresându-se publicului în timpul unui show USO la Stația Navală Rota, Spania la 6 decembrie 2014.

Markle a fost consilier pentru organizația internațională de caritate One Young World, vorbind la summitul anual 2014 de la Dublin, pe teme de egalitate de gen și sclavia modernă. De asemenea, în 2014, ea a călătorit în Afganistan și Spania, ca parte a USO Președinte al Joint Chiefs of Staff Turism de Vacanță. În 2016, Markle a devenit un ambasador global pentru World Vision Canada, călătorind în Rwanda pentru Campania Apă Curată, campania agenției de a furniza în condiții de siguranță, apă potabilă curată și a călătorit în India pentru a crește gradul de conștientizare a aspectelor privind femeile. De asemenea, ea a lucrat cu Entitatea Națiunilor Unite pentru Egalitatea de Gen și Abilitarea Femeilor ca avocat. Markle din nou, a participat la sumitul One Young World în 2016.

## Filmografia

### Televiziune
| An        | Titlu                                    | Rolul                          | Notă |
| --------- | ---------------------------------------- | ------------------------------ | --- |
| 2002      | General Hospital                         | Jill                           | 1 episod (difuzat 14 noiembrie 2002)                                                                     |
| 2004      | Century City                             | Natasha                        | "A Mind is a Terrible Thing to Lose" (sezonul 1: episodul 4)                                             |
| 2005      | Cuts                                     | Cori                           | "My Boyfriend's Back" (sezonul 1: episodul 5)                                                            |
| 2005      | Love, Inc.                               | Teresa Santos                  | "One on One" (sezonul 1: episodul 9)                                                                     |
| 2006      | 1 vs. 100                                | Ea însăși                      | Mob member number 7                                                                                      |
| 2006      | The War at Home                          | Susan                          | "The Seventeen-Year Itch" (sezonul 1: episodul 17)                                                       |
| 2006      | CSI: NY                                  | Veronica Perez                 | "Murder Sings the Blues" (sezonul 3: episodul 7)                                                         |
| 2006      | Deceit                                   | Gwen                           | TV film                                                                                                  |
| 2007      | Deal or No Deal                          | Ea însăși                      | Purtătoare a servietei nr. #24; 4 episoade                                                               |
| 2008      | Good Behaviour                           | Sadie Valencia                 | TV film                                                                                                  |
| 2008      | 90210                                    | Wendy                          | "We're Not in Kansas Anymore" (sezonul 1: episodul 1) "The Jet Set" (sezonul 1: episodul 2)              |
| 2008      | 'Til Death                               | Tara                           | "Joy Ride" (sezonul 3: episodul 2)                                                                       |
| 2008      | The Apostles                             | Kelly Calhoun                  | |
| 2009      | Knight Rider                             | Annie Ortiz                    | "Fight Knight" (sezonul 1: episodul 14)                                                                  |
| 2009      | Without a Trace                          | Holly Shepard                  | "Chameleon" (sezonul 7: episodul 15)                                                                     |
| 2009      | Fringe                                   | Junior FBI Agent Amy Jessup    | "A New Day in the Old Town" (sezonul 2: episodul 1) "Night of Desirable Objects" (sezonul 2: episodul 2) |
| 2009      | The League                               | Random Girl                    | "The Bounce Test" (sezonul 1: episodul 2)                                                                |
| 2010      | CSI: Miami                               | Officer Leah Montoya           | "Backfire" (sezonul 8: episodul 20)                                                                      |
| 2010      | The Boys and Girls Guide to Getting Down | Dana                           | TV film                                                                                                  |
| 2012      | Castle                                   | Charlotte Boyd/Sleeping Beauty | "Once Upon a Crime" (sezonul 4: episodul17)                                                              |
| 2014      | When Sparks Fly                          | Amy Peterson                   | Hallmark Channel                                                                                         |
| 2016      | Dater's Handbook                         | Cassandra Brand                | Hallmark Channel                                                                                         |
| 2011–2018 | Suits                                    | Rachel Zane                    | Apariții regulate                                                                                        |

### Film
| An   | Titlu                             | Rolul         | Notă                 |
| ---- | --------------------------------- | ------------- | -------------------- |
| 2005 | Din prea multă dragoste           | Pasager avion |                      |
| 2010 | Amintește-ți de mine              | Megan         |                      |
| 2010 | Get Him to the Greek              | Tatiana       | Necreditată          |
| 2010 | Candidatul                        | Kat           | Film de scurt metraj |
| 2011 | Horrible Bosses                   | Jamie         |                      |
| 2012 | Disfuncționale Prieteni           | Terry         |                      |
| 2013 | Întâlniri Aleatorii               | Mindy         |                      |
| 2015 | Anti-Sociale                      | Kirsten       |                      |
| 2020 | Elephants (Film original Disney+) | Narator       |                      |